# Jean-Marc Ayrault
Jean-Marc Ayrault (Maulévrier, 1950. január 25. –) francia politikus, 2012. május 15. és 2014. március 31. között az Ötödik Francia Köztársaság 20. miniszterelnöke volt. Ezt megelőzően Nantes polgármestere 1989 és 2012 között, illetve a Szocialista Párt képviselőcsoportjának vezetője volt a francia képviselőházban 1997 és 2012 között. 2016. február 11-én külügyminiszterré nevezték ki Manuel Valls 2. kormányában.

## Fiatalkora, tanulmányai
1950. január 25-én született a Maine-et-Loire départementben található Maulévrier településen. Szülei Joseph Ayrault (1921–2010) mezőgazdasági munkás, aki később a helyi textilgyárban dolgozott, majd a gyár egyik vezetője lett, illetve Georgette Uzenot (Nantes, 1928) varrónő, később háztartásbeli.
Jean-Marc a helyi Szt. Józsefről elnevezett katolikus iskolába járt, majd 1961-1968 között a choleti Colbert középiskolában tanult. ezt követően a nantesi egyetem német szakán tanult, 1969-1970-ben pedig egy félévet Németországban töltött, a würzburgi egyetemen. 1971-ben szerezte diplomáját német szakon, majd 1972-ben tanári képesítést (Certificat d'aptitude au professorat de l'enseignement du second degré, CAPES) szerzett. Véglegesítése előtt egy évet a Rezé-i Trocardière Salvador Allende iskolában töltött, mielőtt kinevezték a Saint-Herblain-i Angevinière gimnázium professzorává 1973-ban.
1976-ban felmentést kapott a kötelező katonai szolgálat alól. Miután megválasztották Saint-Herblain polgármesterének, csak részidős tanári állást tudott vállalni.
1971 szeptemberében vette feleségül Brigitte Terrien-t Házasságukból két lánygyermek született, Ysabelle (1974) és Élise (1977). Utóbbi újságíró, a Canal+ csatorna munkatársa. Jean-Marc Ayrault-nak három unokája van.

## Politikai pályafutása

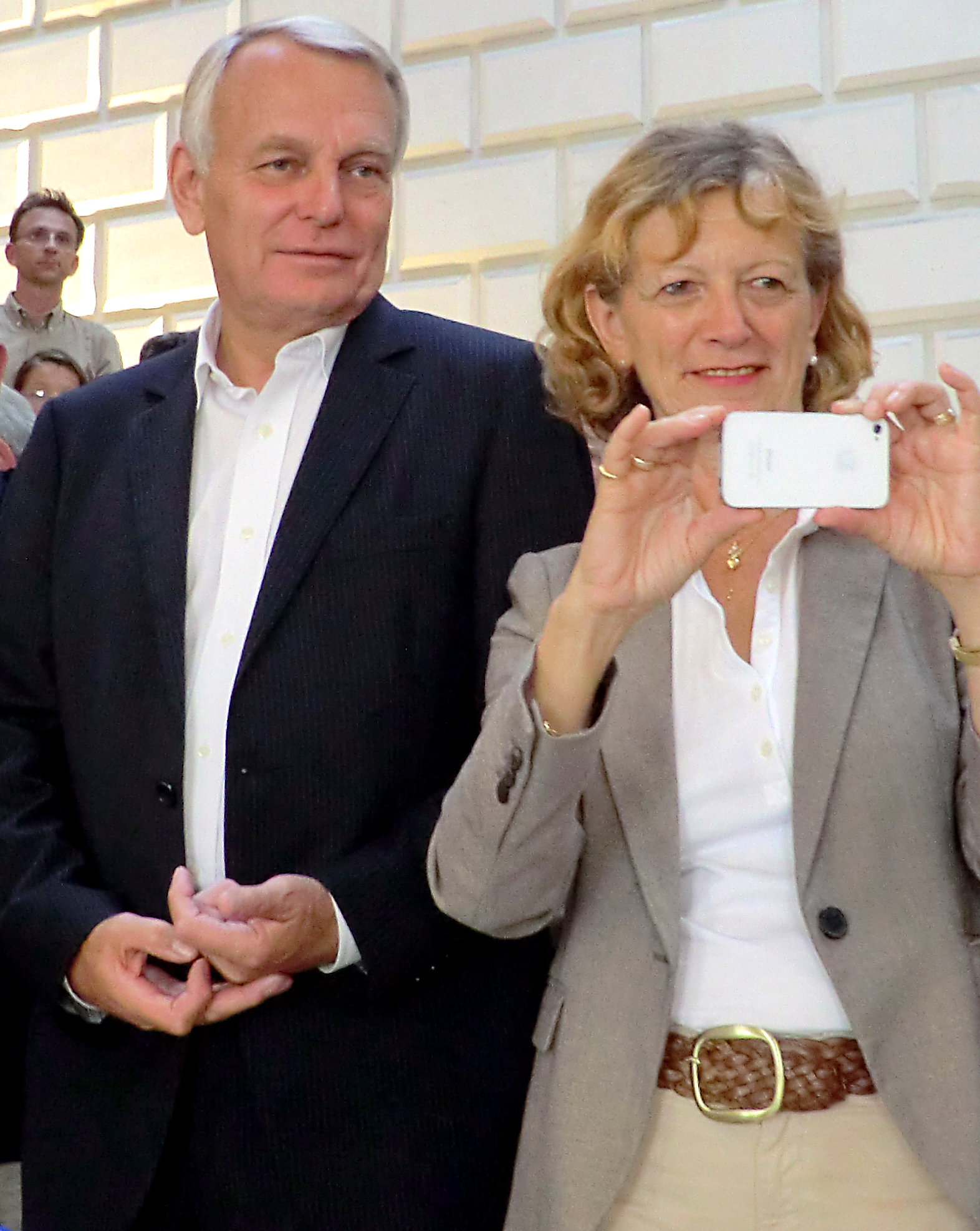
Jean-Marc Ayrault és felesége 2011-ben, a nantes-i Szépművészeti Múzeumnál

### Kezdetek
Tizenéves korában tagja lett a "Keresztény fiatalok vidéki mozgalmának" (Mouvement rural de la jeunesse chrétienne), először Choletban, majd nantes-i egyetemi évei alatt. Ayrault politikai nézeteinek kialakulásában jelentős szerepet játszott ez a mozgalom, amelyet – elsősorban az 1966 – 1968 közötti években – a vallás felszabadító szerepéről vallott nézetek, illetve amely magáévá tette a marxizmus egyes elemeit a társadalomkritikája kialakítása során.
1970-ben lépett ki a mozgalomból, amikor elkezdett vonzódni a szocializmus, illetve a francia Szocialista Párt (Parti Socialiste, PS) felé. Családjával együtt elköltöztek Saint Herblain-ból Sillon de Bretagne-ba (ahol egészen 1989-ig lakott, amikor megválasztották Nantes polgármesterének).
1971-ben Nantesben találkozott egyik első politikai mentorával, Bernard Hazo-val. A fiatal szocialistákkal töltött idő után 1972-ben belépett a Saint Herblain-i szocialista alapszervezetbe, ahol igen hamar helyettes titkára, majd 1974-ben titkára lett a pártnak. Az alapszervezet tagsága 1972 – 1977 között húsz körüliről több százra nőtt.

### Saint-Herblain polgármestereként
Az 1976-os helyi önkormányzati választások során Ayrault-ot képviselőnek választották Saint-Herblain-Indre kantonban. Egészen 1982-ig maradt a département tanácsában.
Az 1977-es választásokon Michel Chauty-val szemben indult Saint-Herblain-ban a polgármesteri választásokon és a szavazatok 56%-át elnyerve Franciaország egyik legfiatalabb polgármestere lett. Helyettese, majd 1989-től utóda Charles Gautier volt.
Az 1978-ban a szocialisták Alain Chénard előtt akarták indítani az országos választásokon, de François Mitterrand közbeavatkozott és Ayrault visszautasította, ogy Chénard helyettese legyen.
1979-ben a szocialisták metz-i konferenciáján beválasztották a párt központi bizottságába (comité directeur), majd 1981-ben a párt országos végrehajtó bizottságának lett tagja.

### Nantes polgármestereként

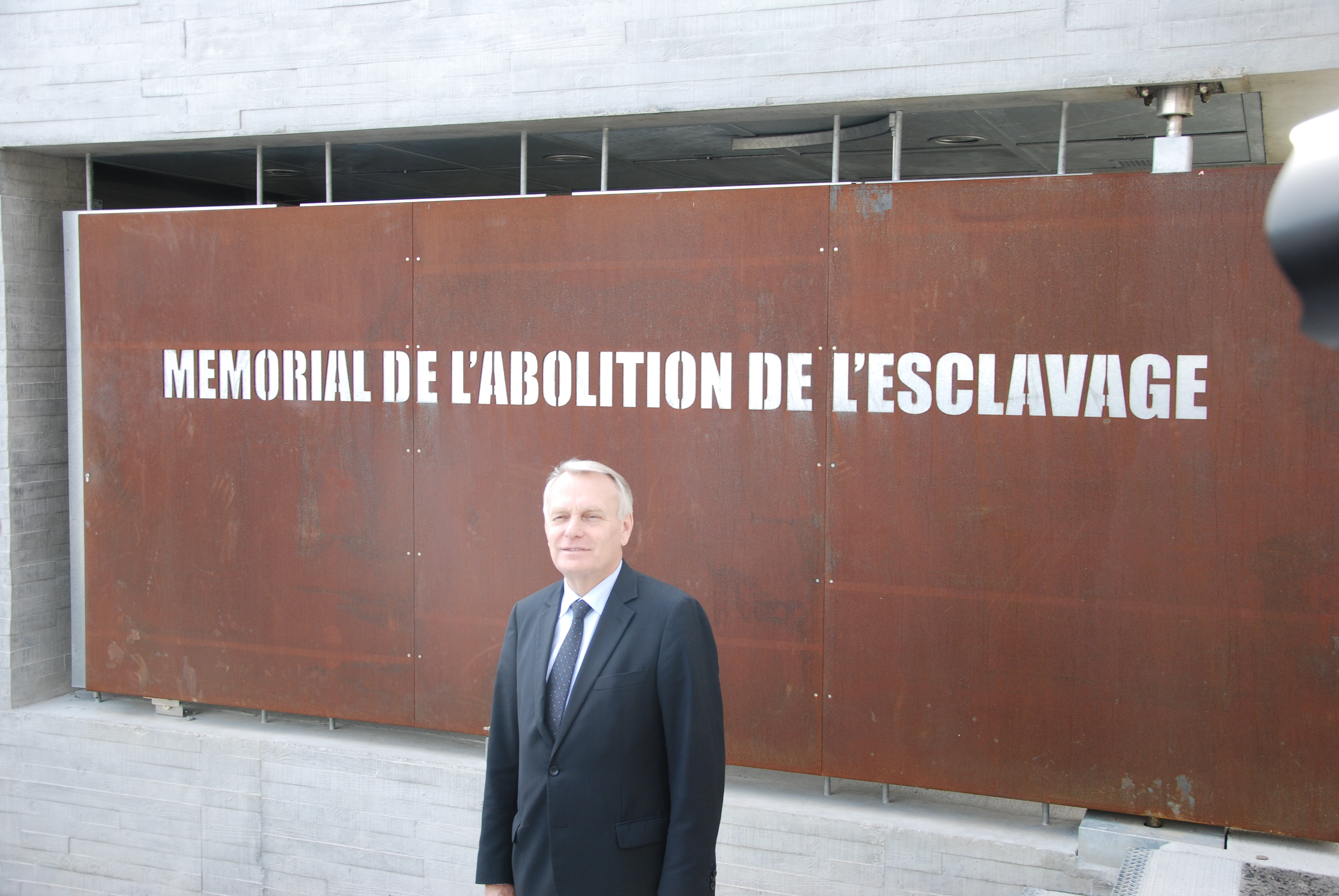
Jean-Marc Ayrault Nantes polgármestereként a rabszolgaság eltörlésének emlékműve előtt, 2012. március 23.

1989-ben Nantes korábbi polgármestere, Michel Chauty (RPR) nem indult a választásokon. A szocialisták 1988 decemberében hivatalosan is Ayrault-ot jelölték a polgármesteri posztra. A választási kampány során maga Mitterrand elnök is ellátogatott Saint-Herblain-ba 1989 februárjában, illetve Nantes-ban az akkori miniszterelnök, Michel Rocard és Jacques Chirac támogatták Ayrault kampányát. 1989. március 12-én a szavazatok 50,15%-ával az első körben megválasztották a város polgármesterének a jobboldalt képviselő Daniel Augereau-val szemben. Ayrault-ot 1995-ben, 2001-ben és 2008-ban is újraválasztották.
Bár Nantes reneszánsz-át főleg az elődei által kivitelezett vagy jóváhagyott építkezések indították be (pl. a villamoshálózat, a kongresszusi központ, az Atlanpole, a helyi TGV vonal), Ayrault nevéhez fűződik számos jelentős kulturális rendezvény beindítása, mint pl. a Royal de luxe színházi társulat támogatása (1989), a Le Lieu unique országos jelentőségűvé kinőtt kulturális központ (2000), a La Folle Journée klasszikus zenei fesztivál beindítása (1995), illetve a Festival des trois continents filmfesztivál támmogatása.
Ayrault polgármestersége alatt került sor a városközpont modernizálására és rendbetételére, fejlődött a tömegközlekedés (a villamos mellett külön buszsávokat hoztak létre, illetve kiépítették a Bicloo kerékpármegosztó hálózatot). A projekt 2000-es újraindítása után azonban védelmébe vette a Notre-Dame des Landes közelében megépítendő repülőtér tervét, amit sokan csak Ayraultport-nak csúfolnak.
A nemzetgyűlésben a Tibet kérdésével foglalkozó képviselőcsoport tagjaként, Jean-Marc Ayrault 2008. augusztus 18-án a nantes-i polgármesteri hivatalban fogadta a Dalai lámát. Rokonszenvének azzal is tanúságot adott, hogy 2008 márciusában a tibeti zászló színeivel burkolták be a polgármesteri hivatal épületét, amikor zavargások törtek ki Tibetben.
1997-ben az affaire Omnic néven ismert ügy következményeként hat hónapos, felfüggesztett börtönbüntetésre és 30 000 frankos büntetésre ítélték, jogtalan előny nyújtása miatt. Az ügy lényege, hogy a város Nantes Passion című újság nyomtatási szerződését a PS-hez közel álló üzletember, Daniel Nedzela nyerte meg. A szerződést az Omnic nevű egyesület kötötte Nedzela-val, az egyesület működését a városi önkormányzat 1994-ig évente 6 000 000 frankkal támogatta. Az ítélet ellen Ayrault nem fellebbezett.
Az ügy és az Ayrault-t elmarasztaló ítélet természetesen a 2012-es elnökválasztási kampány során is előkerült, amikor felmerült, hogy Ayrault lesz François Hollande elnöksége alatt a miniszterelnök. Azonban 2008-ban a büntetés elévült és Ayrault a francia jogrenszer alapján tiszta lappal léphetett ki a politikai porondra.

### Nemzetgyűlési képviselőként

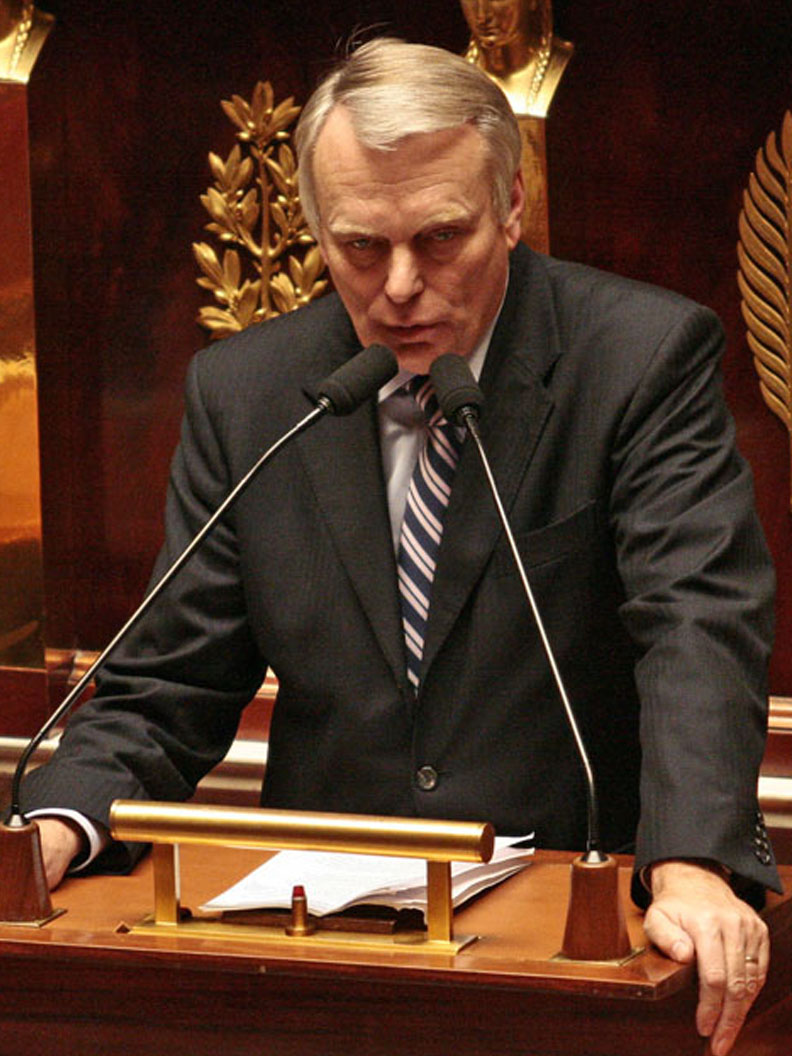
Jean-Marc Ayrault a francia képviselőházban 2007 decemberében

Az 1986-os országgyűlési választások során a PS színeiben megválasztották a Loire-Atlantique département harmadik választókörzete képviselőjének. 1997-ben lett a képviselőházi szocialista frakció elnöke. Ebben az tisztségében az egyetlen kudarca 1998-ban a Pacte civil de solidarité (rövidítve Pacs vagy PACS) törvényjavaslat szavazása során következett be, amikor nem volt jelen elegendő számú szocialista képviselő, hogy megszavazzák a törvényjavaslatot. A PACS-ot végül 1999-ben tűzték ismét napirendre és fogadták el a Jospin-kormány alatt.
A 2007-es elnökválasztási kampány előtt Ségolène Royal-t támogatta a szocialista jelöltségért folytatott versenyben.
A 2007. június 10-én és 17-én megtartott országos választások második fordulóján a szavazatok 66,15%-ával hatodszorra is megválasztották (miután az első fordulóban csak 4976%-ot szerzett). 2007. június 25-én harmadik alkalommal választották meg a PS képviselőházi frakciójának elnökévé.
François Hollande személyes barátjaként utóbbit támogatta a 2011-es szocialista előválasztásokon, ahol a következő évi elnökválasztás szocialista jelöltjét keresték. Aktív szerepet vállalat Hollande elnökválasztási kampányában is.

### Miniszterelnöksége

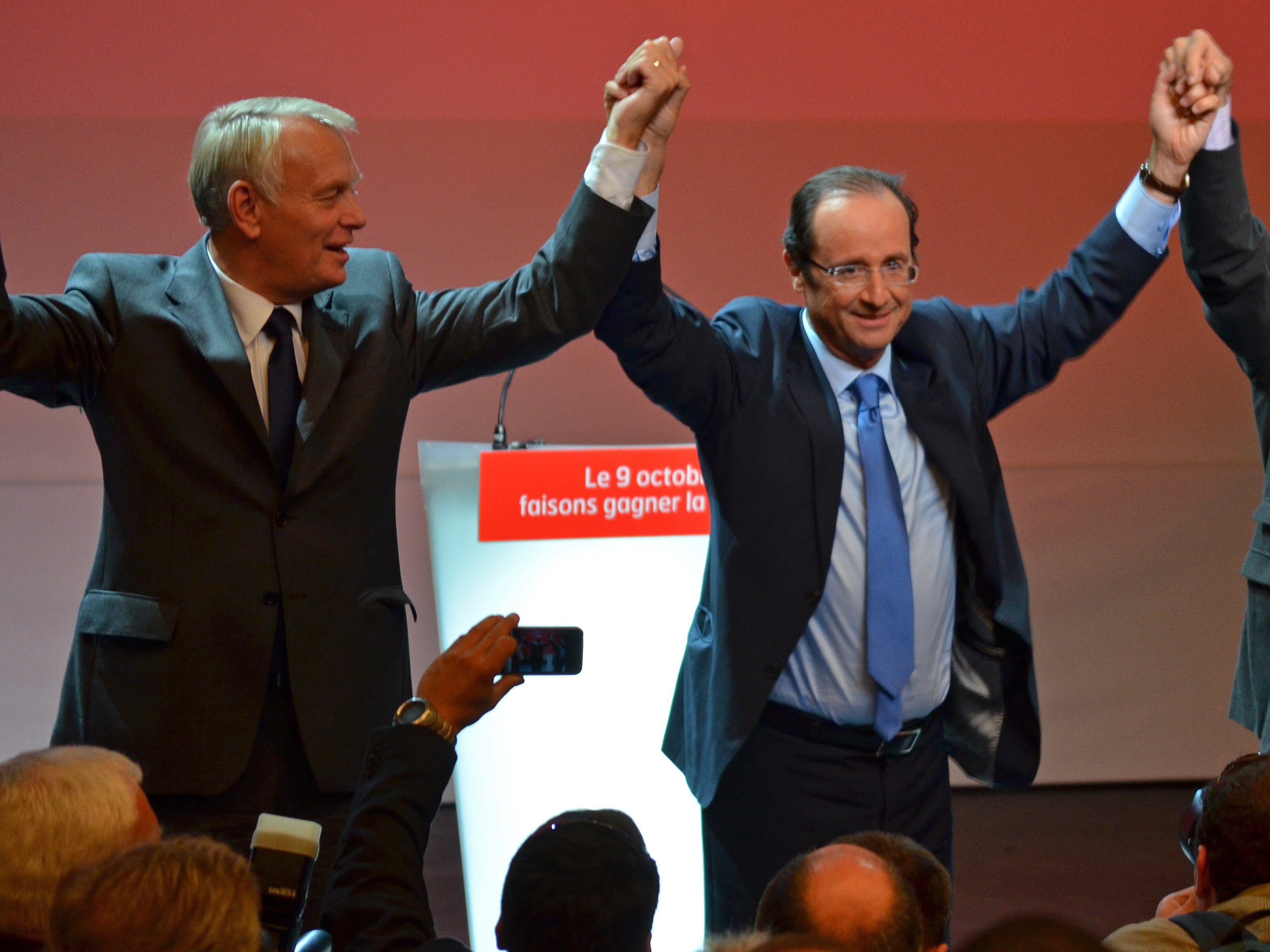
Jean-Marc Ayrault és François Hollande egy nantes-i választási gyűlésen, 2011 szeptemberében

François Hollande 2012-es elnökválasztási kampánya során már az egyik miniszterelnök-jelöltként emlegették Ayrault-t, és Hollande 2012. május 15-én valóban őt nevezte ki miniszterelnökének. Első cselekedeteként május 16-án összeállította, majd jóváhagyásra Hollande elnök elé terjesztette kormányának névsorát. Kinevezése után Ayrault bejelentette, hogy lemond a nantes-i polgármesteri posztról, de megtartja helyi önkormányzati képviselői helyét.
A kormány tagjait május 16-án Pierre-René Lemas mutatta: összesen 18 miniszter és 16 tárca nélküli miniszter szerepelt a névsorban, férfiak és nők egyenlő létszámban. A legfiatalabb kormánytag Najat Vallaud-Belkacem, aki a kormány szóvivője lett. A kormány átlagéletkora 52 év volt. A kormánytagok között találhatók a radikális baloldal (Parti radical de gauche? PRG) és a zöldek (Europe Écologie Les Verts) két-két képviselője is. Az egyenlen jelentős szocialista politikus, aki nem szerepel a kormánytagok között, Martine Aubry, a PS főtitkára – aki maga is a miniszterelnöki posztra számított.
Május 17-én került sor a kormány első ülésére, ahol egyrészt a miniszterek elfogadták, hogy 30%-kal, 14 200 euróról 9940 euróra csökkentik a fizetésüket. Elfogadták a kormány magatartási kódexét, amelyben például összeférhetetlenségi szabályokat fektettek le, illetve előírták a minisztereknek, hogy bizonyos rövid hivatali utakat vonaton kell megtenniük, vagy hogy minden, 150 eurónál értékesebb ajándékot átadnak a kincstárnak.
2012. június 18-án, a francia politikai hagyományoknak megfelelően, az országos választások előestéjén benyújtotta lemondását a köztársasági elnöknek, aki azonban ismét felkérte, hogy alakítson kormányt.
2012. július 3-án beszédet mondott a képviselőházban, ahol felvázolta kormánya politikai irányvonalát. Az ezt követő bizalmi szavazáson 302 szavazatot kapott. Pár nappal később egy felmérés alapján a franciák 68%-a várta, hogy a kormány megszorító intézkedéseket fog tenni.

## Kapcsolódó szócikk
- Franciaország miniszterelnökeinek listája